# Маринци (навијачка група)
'Плави Маринци или само Маринци су организована навијачка група српског професионалног фудбалског клуба Спартак Суботица. Поред фудбалских, присутни су и на другим утакмицама Спортског друштва Спартак Суботица и углавном носе плаво-беле симболе, који су у једно и боје клуба.

## Историјат
ФК Спартак Суботица одувек је имала навијаче, а раније су били познати као Плави голубови. Надимак потиче највероватније из славних дана суботичког Спартака из четрдесетих и педесетих година, када су њихови дресови били голубије плаве боје са белим рукавима.
Навијачи Спартака из Суботице путовали су у Винковце током Првенства Југославије у фудбалу 1987/88., на утакмицу против ХНК Цибалије за промоцију у Прву лигу Југославије. Најбољи сведоци на основу чињенице, да је по препоруци специјалне прволигашке комисије, од свлачионица до терена изграђен жичани тунел, кроз њега су пролазили играчи како би избегли контакт са ватреном публиком Спартака.
У децембру 1988. године прво организовано окупљање и навијање било је на првенственој утакмици против ГНК Динамо. У марту 1989. појавио се први велики транспарент и група је поред неколико предлог усвојила назив „Плави Маринци”, а основали су је  млади из суботичког насеља Прозивка али и из других крајева града, као наследници навијача Спартака Суботице из седамдесетих година. Оснивачи групе су идеју имали из италијанског часописа Тифо, али данас није јасно да ли је идеја за име Маринци била у питању као род војске, или се односило на нијансу плаве боје. Од оснивања, Маринци су означавали припаднеике пешајдинских снага ЈНА.
Од оснивања, група је почела да се редовно окупља на Градском стадиону Суботице како би пружила подршку свом локалном клубу. То је била година путовања веће групе Маринаца у Осијек и у Сплит против Хајдука. На крају су путовали по целој бившој Југославији, чак и на кошаркашку утакмицу у Румунију. Маринци су тих година били група која је ишла на гостовања у броју од стотинак људи, а на домаћем мечу било их је неколико стотина, главни из Прозивке, Александрове, Радијалца и група од тридесетак Маринаца из Сомбора, сви без помоћи клуба. Последњи покрет навијачке експанзије догодио се 1994. године, када је Спартак стигао до финала Купа Југославије против београдског Партизана, а првенство завршио као пети. Данас су они релативно мала група, али последњих година, а посебно од све већег локалпатриотизма на српској навијачкој сцени, све више младих и нових суботичких генерација прихвата Спартак као свој једини клуб и постаје његова подршка. Многи од локалног становништва сада имају мишљење да нема ништа лепше од подршке његовог клуба у свом граду или региону, па без обзира где и у којој лиги клуб игра. Маринци имају за циљ да наставе и подстичу локалпатриотизам, да расту као група и у својој организацији.

## Контраверзе
Маринци су 29. новембра 2012. дошли на тренинг суботичког Спартака да критикују нападача и бившег омладинца Црвене звезде Ђорђа Деспотовића јер је, гостујући у емисији на СОС каналу, носио мајицу Црвене звезде. Неки медији пренели су да су Маринци претили Деспотовићу и да се он не усуђује да изађе из куће. Међутим, није било апсолутно никаквог физичког обрачуна, већ су Маринци само изнели своје мишљење и онда отишли. Ситуацију је смирио тренер Петар Курћубић који се сложио са навијачима да је Деспотовић направио непромишљен потез, али и подсетио на све доприносе које је Деспотовић остварио, сугреришући да је то важније од избора његове одеће.
Упркос настојању клуба да смири навијаче, као и чињеници да је Деспотовић постигао гол на утакмици против Црвене звезде, велики део навијача је и даље био љут на нападача. Током следеће првенствене утакмице против београдског Партизана скоро сваки његов додир са лоптом био је пропраћен звиждуцима, а на трибини се појавио и транспарент упућен њему.

## Пријатељства
Маринци су у „братским” односима са Мераклијама, навијачи фудбалског клуба Радничког из Ниша. Њихово пријатељство датира из 1994. године када су Спартак и Раднички играли за улазак у финале Купа Југославије. Навијачи ових клубова искористили су прилику да прославе 20. годишњицу његовог братства тако што су заједно навијали на истој трибини током прве фудбалске утакмице између два клуба у сезони Суперлиге Србије 2012/13.